# Лев Дьомин
Лев Степанович Дьомин (на руски: Лев Степанович Дёмин) е съветски космонавт, летял с кораба „Союз 15“ до космическа станция „Салют-3“ (1974). Герой на Съветския съюз.
Завършва Московското авиационно свързочно училище (1949, предсрочно, отлично) и Военновъздушната инженерна академия „Н. Е. Жуковский“. Работи в същата академия и научноизследователски институт на ВВС. Има научна степен кандидат на техническите науки (1963).
Избран е за космонавт през 1963 г. Дубльор е за полетите с корабите „Восход-3“ (неосъществен) и с „Союз 14“ (1974). Извършил е космически полет (26 – 28 август 1974) с кораба „Союз 15“.
Пенсионира се със звание полковник от ВВС през 1982 г., след което се заема с подводни изследвания. Лев Дьомин умира от рак през 1998 година.